# مارك شنايدر (مجدف)
مارك شنايدر (بالإنجليزية: Marc Schneider)‏ هو مجدف أمريكي، ولد في 28 أبريل 1973 في لوبوك في الولايات المتحدة.

## وصلات خارجية
- مارك شنايدر على موقع الاتحاد الدولي للتجديف (الإنجليزية)
- مارك شنايدر على موقع اللجنة الأولمبية الدولية (الإنجليزية)
- مارك شنايدر على موقع أوليمبيديا (الإنجليزية)